# Marianne Rosenberg
Marianne Rosenberg (Berlino, 10 marzo 1955) è una cantante tedesca.
È famosa soprattutto per la sua hit Er gehört zu mir (numero 7 nella classifica tedesca del 1975).

## Biografia
Marianne Rosenberg è la terza dei sette figli del musicista rom, nativo della Prussia orientale e sopravvissuto al lager di Auschwitz, Otto Rosenberg, ed è cresciuta in una famiglia di artisti.
All'età di 14 anni ha vinto un concorso per nuovi talenti. Dopodiché, già l'anno successivo,  ha inciso il suo 45 giri d'esordio, Mr Paul McCartney, suo primo successo. Con i suoi titoli successivi Fremder Mann , Ich bin wie du, Marleen e Lieder der Nacht,  queste ultime due rispettivamente quinta e sesta nella classifica tedesca nel 1976, ha raggiunto il picco più alto della sua carriera negli anni settanta. Le numerose esibizioni in programmi radio e tv (tra cui molte volte nella trasmissione di classifiche musicali della ZDF ZDF-Hitparade) l'hanno consacrata tra le più grandi star musicali tedesche.
Nel 1975 ha partecipato alla selezione tedesca per l'Eurovision Song Contest, piazzandosi con la sua canzone Er gehört zu mir solo al decimo posto. Ciononostante, la canzone divenne un successo.
Nel 1982 ha inciso Duo Infernal insieme al gruppo punk Extrabreit.
Nel 1997 ha duettato con Sin With Sebastian nel brano He belongs to me.
Nel 2004 ha realizzato una nuova versione di Marleen.
Nel 2008 ha pubblicato per la prima volta un album in stile jazz, dal titolo I'm a Woman.

## Discografia

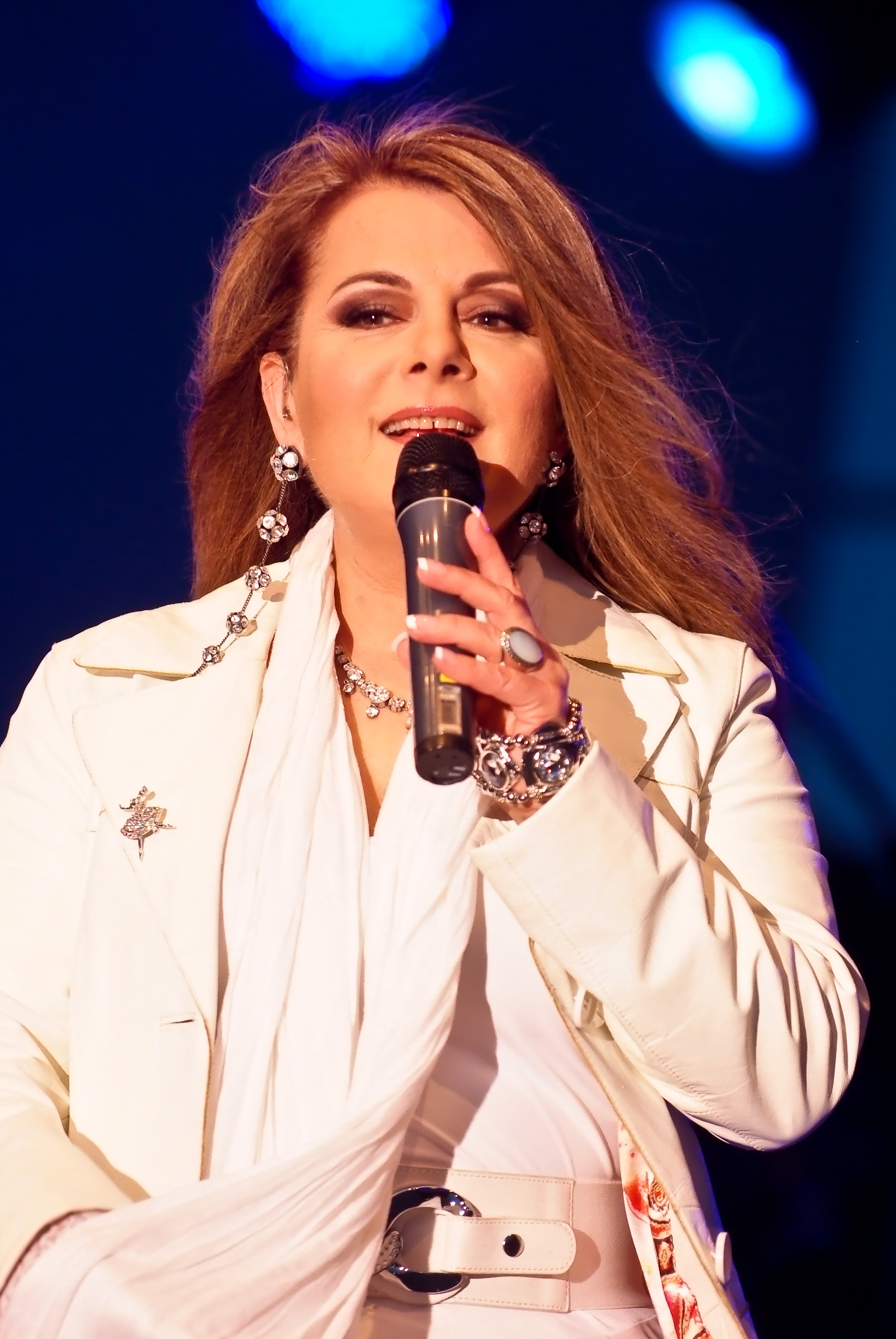
Marianne Rosenberg in concerto nel 2009

- 1970 Mr. Paul McCartney
- 1971 Fremder Mann
- 1972 Er ist nicht wie du
- 1974 Wären Tränen aus Gold
- 1975 Er gehört zu mir
- 1975 Ich bin wie du
- 1976 Lieder der Nacht
- 1976 Marleen
- 1979 Wo ist Jane
- 1980 Ruf an!
- 1980 Ich hab' auf Liebe gesetzt
- 1982 Nur Sieger stehn im Licht
- 1989 Ich denk an dich
- 1992 Nur eine Nacht
- 2000 Himmlisch
- 2001 Nur das Beste
- 2004 Lieder der Nacht-Special ed.
- 2004 Für Immer Wie Heute
- 2008 I'm a woman
- 2011 Regenrythmus
- 2020 Im Namen der Liebe
- 2022 Diva